# Railroad Tycoon 3
Railroad Tycoon 3 — компьютерная игра в жанре экономической стратегии в реальном времени, созданная компанией PopTop Software и изданная Gathering в 2003 году. В России вышла в 2004 году под названием «Железнодорожный Магнат 3», издателем выступила компания 1С. Игра является частью серии Railroad Tycoon, а ее сиквел — Sid Meier’s Railroads!.

## Описание
В Railroad Tycoon 3 основное внимание уделяется развитию железнодорожной компании. Имеется возможность покупки/строительства предприятий, которые также могут приносить существенную часть дохода компании. В игре присутствуют модели большинства локомотивов, от паровозов XIX века, до экспрессов XXI века.

## Игровой процесс
Игра начинается с создания железнодорожной компании, которой необходимо дать название и выбрать логотип. Для создания компании необходимо иметь минимальный капитал ($100000), который вкладывается в компанию. Также можно получить вклад от внешних инвесторов, которые за свои инвестиции получают акции компании.
Непосредственный процесс игры заключается в прокладке железнодорожных путей и доходов от грузоперевозок, являющимся основным источником прибылью. Строя дороги, следует учитывать рельеф местности по цветовой гамме: зеленый — равнина, жёлто-оранжевый — холмы, а красный — крутые подъемы, вместо которых возможно выгоднее построить тоннели, иначе поезда будут ехать по несколько месяцев. Локомотивам в игре требуются заправка горюче-смазочными материалами, водой и песком, для чего на их пути нужно размещать станции обслуживания. Кроме того, по мере износа локомотива, увеличивается шанс его поломки, в случае которой на время парализуется перевозка на участке дороги.
Всего в кампании 15 миссий, проходящих на территориях Северной и Южной Америк, Европы и Азии. Помимо стандартных для жанра заданий, таких как «заработать определенное кол-во денег за отведенное время» или «перевезти необходимый груз из одной точки в другую», существуют миссии по прокладке исторических ж/д маршрутов, снабжению армии США оружием и продовольствием, объединению разрозненной Германии, ликвидации последствий землетрясения в Японии или озеленения Гренландии. В зависимости от выбранного сценария для прохождения меняется стратегия развития: к примеру, если в задании указывается на необходимость соединить два города, то все силы идут на постройку линии к заданному городу.
На высоком уровне сложности игры появляется возможность торговли акциями как своей компании, так и акциями конкурирующих компаний. В некоторых сценариях одним из условий победы является не только соединение городов, но и необходимость остаться единственной функционирующей компанией. Последнее возможно лишь поглощением компании противника путём скупки всех акций.

### Нововведения
По сравнению с предыдущей частью, Railroad Tycoon II (RT2), игра стала полностью трехмерной, также с возможностью масштабирования.
Изменён принцип формирования ценности перевозимых грузов. Если ранее ценность напрямую зависела от расстояния между точками отправления и прибытия, то теперь доход от перевозки груза состоит из разницы стоимости товара в различных точках карты, вне зависимости от расстояния. При этом стоимость пассажирских перевозок зависит от скорости доставки, а также наличию вагона ресторана, прибавляющему до 20 % дохода.
Игровой процесс (прокладка путей и т. д.) был значительно упрощён в сравнении с RT2, что делает игру более казуальной. Например при создании нового поезда, покупается только локомотив, а необходимые вагоны формируются на станциях автоматически, указывается только их минимальное и максимальное количество, а также приоритет грузов.
По сравнению с предыдущей частью, большинство промышленных объектов теперь располагаются в городах, а не на открытом пространстве. Все здания, которые раньше строились в меню станции, теперь размещаются на стратегической карте. Увеличился их ассортимент.

## Разработка

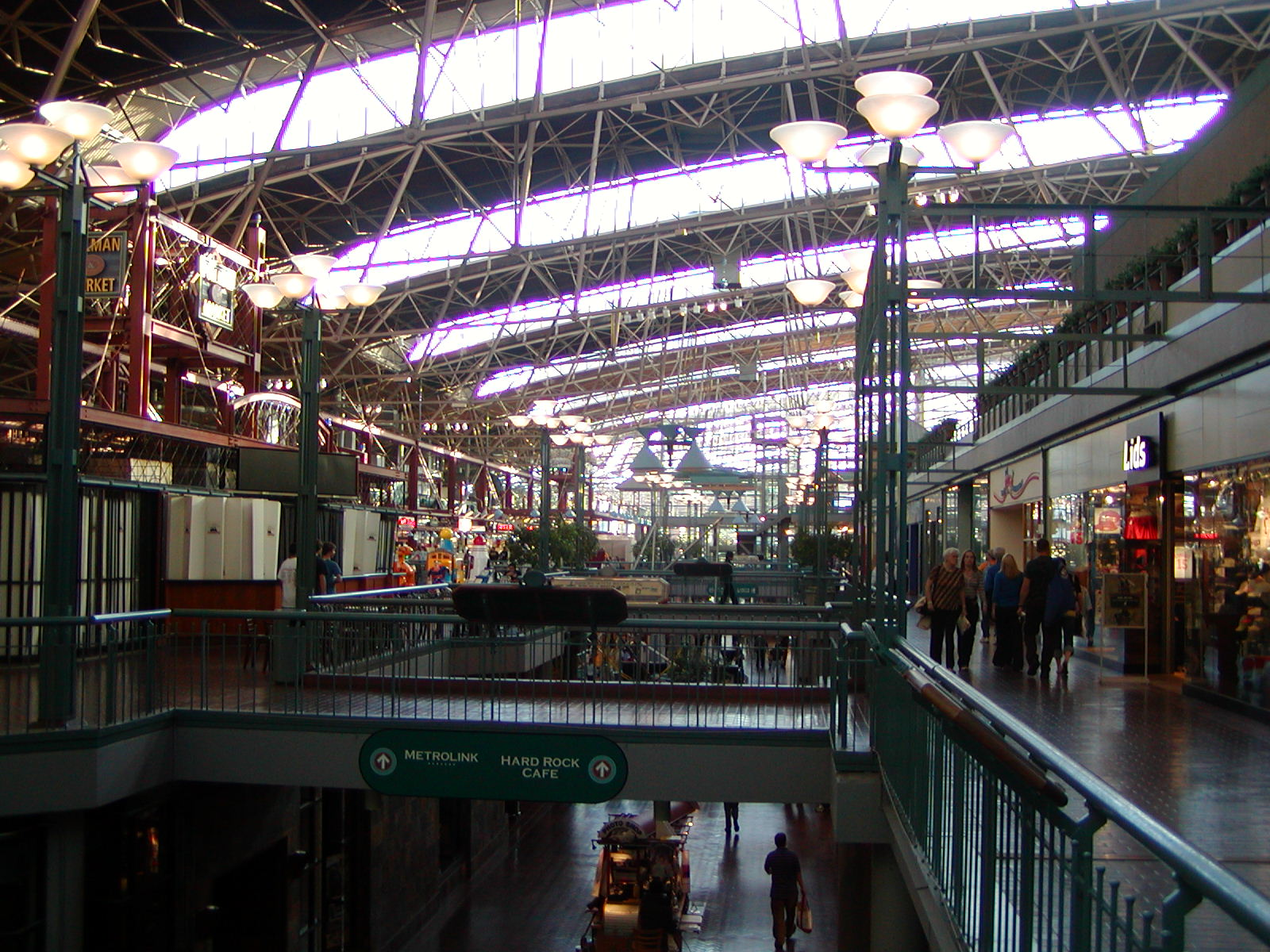
Современные интерьеры станции Юнион-Стейшн в Сент-Луисе, ставшей торговым центром

Созданием видеороликов, занявших в общей сложности более 12 минут, занимался Натан Харрис (англ. Nathan Harris) в течение почти двух лет. Для их создания использовались программы 3D Studio Max 5 и Adobe After Effects с применением таких технологий, как рендеринг Radiosity, трассировка лучей, вершинное освещение, размытие Z-буфера и других. Вступительный видеоролик, в отличие от второй части, стал сюжетным. Вдохновением послужили исторический железнодорожный вокзал Юнион-Стейшн в Сент-Луисе, а также паровозы в Национальном музее транспорта. Анимация персонажей была выполнена путем видеосъемки реальных людей, с использованием приемов немого кино, так как диалоги в ролике отсутствуют. Кроме вступительного, были созданы более короткие видеоролики для каждого из сценариев в игре, где Харрису помогали двое других художников из Poptop. Музыку к роликам написала HamsterBall Studios.

### История версий
- 1.02 — исправлены ошибки синхронизации в сетевой игре; устранены проблемы с запуском одиночной игры на Windows 98 и др.[8];

- 1.03 — исправлены небольшие баги, добавлены новые функции в пользовательский интерфейс, отрегулирован игровой баланс и др.[9];

- 1.05 — исправление ошибок геймплея и многопользовательского режима[10][11].

## Дополнение

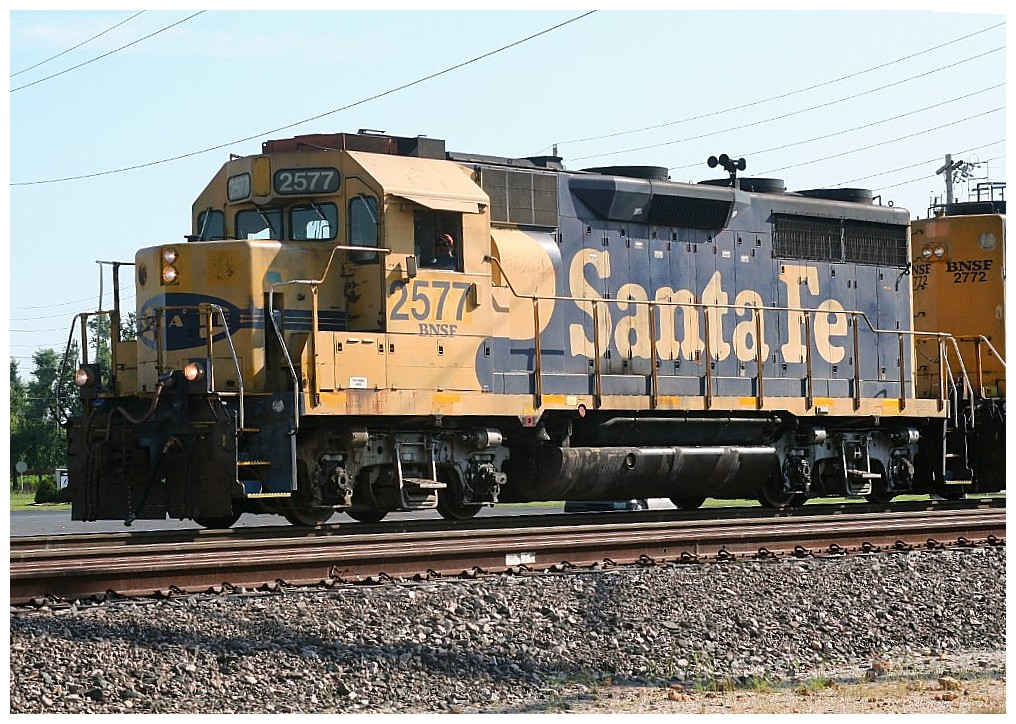
EMD GP35, один из новых локомотивов, добавленных в игру

В августе 2004 года вышло дополнение «Coast to Coast», включающее в игру 13 новых карт (на территориях России, Польши, Китая, Мексики и др.), в том числе огромную карту «От побережья до побережья» (англ. Coast to Coast), охватывающую все Соединённые штаты. Также игроки могут выбрать 8 новых локомотивов, а сама игра обновляется до версии 1.04.

## Критика
| Сводный рейтинг       | Сводный рейтинг     |
| Агрегатор             | Оценка              |
| --------------------- | ------------------- |
| GameRankings          | 79,80 %             |
| Metacritic            | 80/100 (19 обзоров) |
| MobyRank              | 85/100              |
| Иноязычные издания    |                     |
| Издание               | Оценка              |
| AllGame               | [ 17 ]              |
| GameSpot              | 8,7/10              |
| GameSpy               | [ 19 ]              |
| IGN                   | 8,8/10              |
| Русскоязычные издания |                     |
| Издание               | Оценка              |
| Absolute Games        | 88 %                |
| «Домашний ПК»         | 5 из 5              |
| «Игромания»           | 7,5 из 10           |
| Re:PLAY               | 6,0 из 10           |
| Награды               |                     |
| Издание               | Награда             |
| Домашний ПК           | «Выбор редакции»    |
| GameSpy               | Editors' Choice     |
| Absolute Games        | «Наш выбор»         |

Максим Щербина из журнала «Домашний ПК» охарактеризовал Railroad Tycoon 3 как «настоящий праздник для любителей экономических стратегий». К достоинствам игры рецензент отнёс отсутствие микроменеджмента, живую экономическую систему с фондовым рынком и возможность наблюдать за движением из кабины машиниста. Среди недостатков было отмечено отсутствие свободного режима игры на случайных картах.
Андрей Александров из журнала «Игромания» охарактеризовал Railroad Tycoon 3 как практически тот же проект, что и предыдущие части серии, но с добавлением трёхмерной графики. К достоинствам рецензент отнёс сложную экономическую модель, реалистичный финансовый рынок и динамично меняющийся игровой мир. Среди недостатков были названы слабая конкуренция со стороны компьютерных соперников, устаревший графический движок и излишняя условность происходящего.
Михаил Брюханов из Absolute Games высоко оценил игру, выделив «качественную» трёхмерную графику, привлекательность и глубину игрового процесса. К достоинствам Корвин отнёс живописные пейзажи, разнообразие локомотивов от паровозов XIX века до футуристических экспрессов, реалистичную экономическую систему и интересные миссии кампании. Среди недостатков были отмечены перегруженный интерфейс и некоторая «легковесность» по сравнению с предыдущей частью, что вызвало обвинения в «попсовости».